# Charles Hercules Read

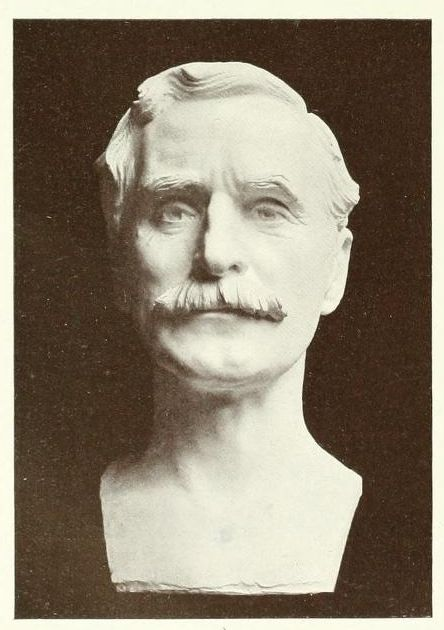
Büste von Hercules Read

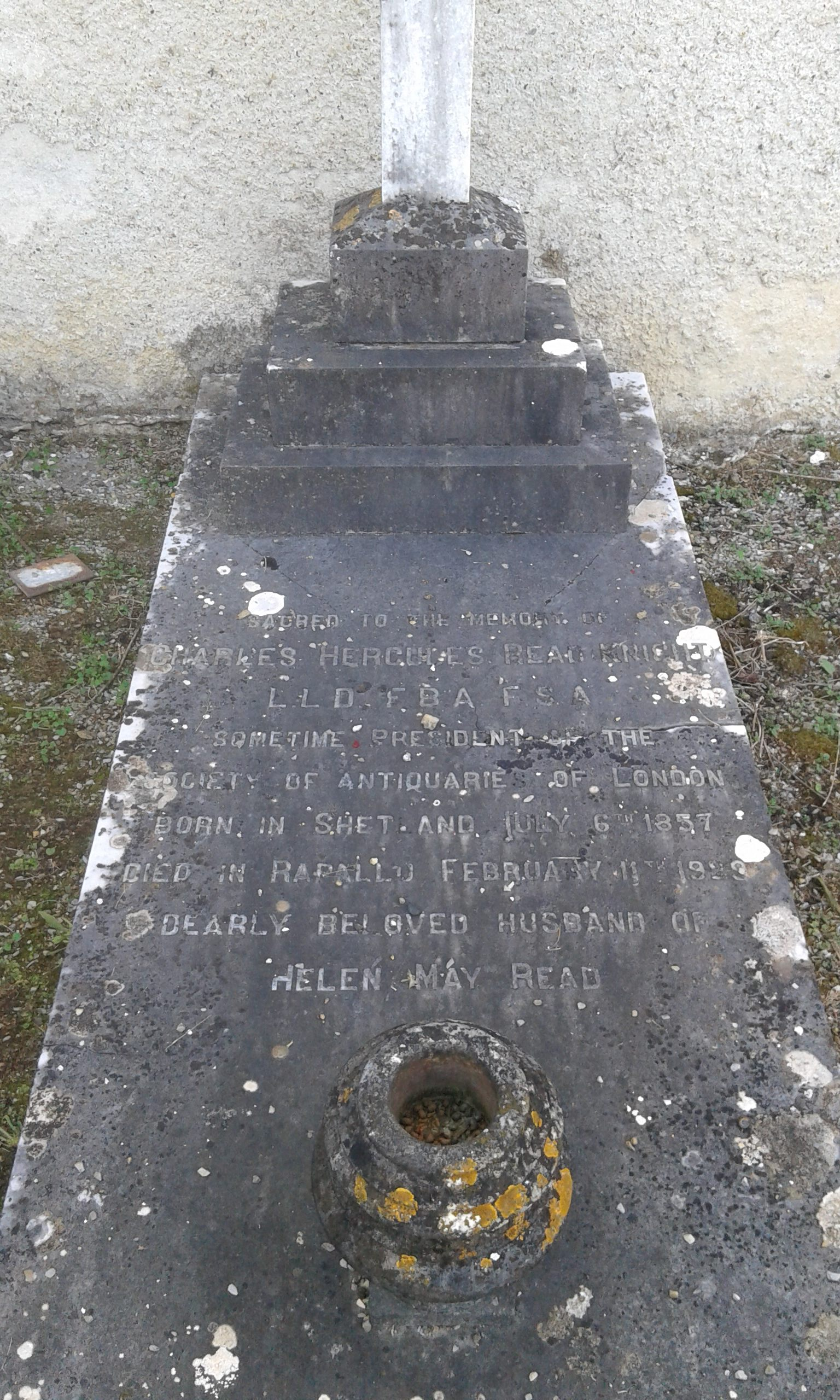
Grab in Rapallo

Sir Charles Hercules Read (geboren am 6. Juli 1857 in Gillingham, Kent; gestorben am 11. Februar 1929 in Rapallo, Italien) war ein britischer Archäologe und Kurator am British Museum.

## Leben
Read war der dritte Sohn von John Finsbury Read und seiner Frau Catherine (geborene Angus), Tochter des Hercules Angus von den Shetlandinseln. Er erhielt eine private Ausbildung und besaß keinen Hochschulabschluss. Er war zunächst als Sekretär von R. Smith im South Kensington Museum tätig und wurde 1874 von Sir Augustus Wollaston Franks in der Henry Christy Collection angestellt. Im Jahr 1880 heiratete er Helen Mary Smith, eine Tochter des Frederick George Smith aus Gloucester und wurde zum Assistenten von Wollaston Franks in der Abteilung für Altertümer des British Museums ernannt. Er entwickelte sich dort zu einem vielseitigen Experten als Antiquar, Archäologe, Ethnologe und Orientalist. Sein besonderes Interesse galt den künstlerischen Leistungen unterschiedlicher Kulturen. 1896 trat Read die Nachfolge seines Mentors Wollaston Franks als Leiter („Keeper“) der Abteilung für britische und mittelalterliche Antiken und Ethnographie an, erweiterte die Sammlungen und verfasste eine Reihe von Einführungen und wissenschaftlichen Katalogen. Er wurde 1899 und nochmals 1917 zum Präsidenten des Royal Anthropological Institute of Great Britain and Ireland gewählt. Von 1908 bis 1914 und 1919 bis 1924 war er Präsident der Society of Antiquaries of London. 1913 wurde er zum Fellow der British Academy gewählt. Er erhielt zahlreiche Ehrungen im In- und Ausland.
Reads besaß ein umfangreiches Wissen, das er jedoch nur in wenigen Werken veröffentlichte, darunter ein ethnologisches Papier über den Ursprung und den heiligen Charakter bestimmter Ornamente des Südostpazifiks, in dem er bei seinen Untersuchungen zu ähnlichen Ergebnissen kam wie der schwedische Ethnologe Hjalmar Stolpe (1841–1905). Er verfasste Beiträge für wissenschaftlichen Zeitschriften wie die Archaeologia der Society of Antiquaries of London. Bei seiner Pensionierung im Jahr 1921 wurde ihm ein persönlicher, reich bebilderter Band als symbolisches Zeugnis seiner vielseitigen Arbeit und als Anerkennung seiner besonderen Leistungen für das Museum überreicht.

## Wirken
Ämter
- 1896: Keeper of the Department of British and Mediaeval Antiquities and Ethnography am British Museum
- 1899: President of Section H (Anthropology), British Association for the Advancement of Science
- 1899–1901 und 1917–1919: President of the Royal Anthropological Institute of Great Britain and Ireland
- 1892–1908: Secretary of the Society of Antiquaries of London
- 1908–1914 und 1919: President of the Society of Antiquaries of London

Ehrungen
- 1908: Hon. LL.D., University of St Andrews (Ehrendoktor der Universität von St. Andrews)
- 1912: Erhebung in den persönlichen Adelsstand (Knight Bachelor)[2]
- 1913: Fellow of the British Academy

Mitgliedschaften
- Burlington Fine Arts Club
- Det kongelige nordiske oldskriftselskab Kopenhagen (Ehrenmitglied)
- Académie Royale d’Archéologie de Belgique
- Antiquarian and Numismatic Society of Philadelphia
- Società Italiana di Antropologia e Etnologia
- Société d’anthropologie de Paris
- Sussex Archaeological Society

## Veröffentlichungen (Auswahl)
- On the Origin and Sacred Character of certain Ornaments of the South-east Pacific. In: Journal of the Anthropological Institute. London 1891.
- mit Ormonde Maddock Dalton: Antiquities from the city of Benin and from other parts of West Africa in the British Museum British Museum, London 1899 (libmma.contentdm.oclc.org).
- The Waddesdon bequest: Catalog of the works of art bequeathed to the British Museum by Baron Ferdinand Rothschild, 1898. Trustees of the British Museum, London 1902 (archive.org).